# Episodi di Gabby Duran Alien Sitter (seconda stagione)
La seconda stagione di Gabby Duran Alien Sitter è in onda negli Stati Uniti dal 4 giugno 2021 al 26 novembre 2021 su Disney Channel. In Italia è uscita il 6 aprile 2022 su Disney+.
|    | Titolo originale                  | Titolo italiano | Prima TV USA      | Pubblicazione Italia |
| -- | --------------------------------- | --------------- | ----------------- | -------------------- |
| 1  | Mom Wipe                          |                 | 4 giugno 2021     | 6 aprile 2022        |
| 2  | Gabby's Big Break                 |                 | 11 giugno 2021    | 6 aprile 2022        |
| 3  | The Vibe                          |                 | 18 giugno 2021    | 6 aprile 2022        |
| 4  | Ratita and the Ultras             |                 | 25 giugno 2021    | 6 aprile 2022        |
| 5  | Mimi from Miami                   |                 | 2 luglio 2021     | 6 aprile 2022        |
| 6  | The Mile                          |                 | 9 luglio 2021     | 6 aprile 2022        |
| 7  | Dude, Where's My House?           |                 | 16 luglio 2021    | 6 aprile 2022        |
| 8  | A Song of Gabby & Susie           |                 | 30 luglio 2021    | 6 aprile 2022        |
| 9  | The Bubble                        |                 | 6 agosto 2021     | 6 aprile 2022        |
| 10 | GOAT of the Month                 |                 | 6 agosto 2021     | 6 aprile 2022        |
| 11 | Welcome to the Club               |                 | 17 settembre 2021 | 6 aprile 2022        |
| 12 | Dinas and Dougs                   |                 | 17 settembre 2021 | 6 aprile 2022        |
| 13 | Beware the Fright Master!         |                 | 8 ottobre 2021    | 6 aprile 2022        |
| 14 | Zeke to the Future                |                 | 15 ottobre 2021   | 6 aprile 2022        |
| 15 | Adventures in Alien House-Sitting |                 | 22 ottobre 2021   | 6 aprile 2022        |
| 16 | Fountain of Ruth                  |                 | 29 ottobre 2021   | 6 aprile 2022        |
| 17 | Extreme Ruckus                    |                 | 5 novembre 2021   | 6 aprile 2022        |
| 18 | Shoe-Dun-It                       |                 | 12 novembre 2021  | 6 aprile 2022        |
| 19 | Magic Hours                       |                 | 19 novembre 2021  | 6 aprile 2022        |
| 20 | The Fault in Our Star Night       |                 | 26 novembre 2021  | 6 aprile 2022        |